# Patrobus longicornis
Patrobus longicornis är en skalbaggsart som beskrevs av Thomas Say 1825. Patrobus longicornis ingår i släktet Patrobus och familjen jordlöpare. Inga underarter finns listade i Catalogue of Life.